# みながわまさゆき
みながわ まさゆき（皆川 正幸、1963年 〈昭和38年〉2月12日- ）は、日本の漫画家。
岩手県下閉伊郡岩泉町門地区出身。代表作は『カッピー』。

## 略歴
幼少期から漫画が好きであり、1番のお気に入りは石井いさみの750ライダー。似顔絵コーナーのために少年キングを購入しており、高校1年の時にチャンピオンを獲得。高校の卒業後は群馬県の大学に進学したが、実家から実父が怪我をしたとの連絡があり、大学生活に違和感を感じてからは半年で休学し、実家へ帰還。
1年程祖父の運送業を手伝ってる時に少年ジャンプのボクシング漫画の一コマに中学時代に一緒に似顔絵を描いていた友人の名前を見つけ、その友人は東京の寿司屋での勤務を得て漫画家のアシスタントになっていたのをきっかけに後追いで上京した。その際、少年チャンピオンによる「石井いさみ先生のアシスタント募集」を目にした際に応募のためにオフィスに自作の漫画を3回程持ち込み、アシスタントにつくも、生活スタイルの過酷さを理由に1年で離れた。アルバイトとイラストレーターによる生計を5年間続けている際、あだち充のアシスタント募集に応募した。主に背景描きを担い、後に退職。
イラスト関係の仕事も副業的に続けている際、講談社に持ち込んだ漫画「カッピー」がきっかけでコミックボンボン1994年冬の増刊号の掲載を得て1994年8月号から1998年4月号までの連載が始まる。
2007年度（平成19年度）に地元に帰省。以降は「盛岡に新設される専門学校のアニメ・漫画コースの先生をやってみないか」とかかってきた声を承諾し、担う事になる。
やがて後に岩泉町立図書館での自身の手掛けた作品の原画を展示する原画展や、岩泉町民会館で自身による「イラスト・漫画教室」を開催し、新人漫画家希望者の育成に励む。

## 作品
- カッピー（コミックボンボン、1994年8月号 - 1998年4月号）
- 学生援護会an（イラストレーター）
- いわての不動産がわかる情報誌イーハトーヴ（表紙のイラスト）[4]

## 師匠
- あだち充
- 石井いさみ
- 小池一夫